# The Contender
Pour les articles homonymes, voir The Contender (homonymie).
The Contender est une émission de téléréalité sportive américaine en 50 épisodes de durée variable, produit par Mark Burnett, diffusée du 7 mars au 24 mai 2005 sur le réseau NBC, du 18 juillet 2006 au 6 novembre 2007 sur ESPN, et du 3 décembre 2008 au 25 février 2009 sur Versus.
En France, Canal+ puis plus tard W9 ont diffusé cette première saison traduite en français.

## Synopsis
Le principe est simple : 16 boxeurs s'affrontent avec pour enjeu un million de dollars et un combat final au Caesars Palace.
La première saison est animée par Sylvester Stallone et Sugar Ray Leonard (qui est également pour l'occasion entraîneur tout comme Tommy Gallagher).

## Les boxeurs
Les boxeurs sont répartis en deux groupes : East (est) et West (ouest). Bien que déjà professionnels, ils ne sont pas encore connus du grand public et voient dans ce programme l'opportunité de devenir des stars.
| West Coast Team - Alfonso Gómez (en) - Anthony The Bullet Bonsante (en) - Ishe Sugar Shay Smith - Jesse The Body Brinkley (en) - Joey Gilbert (en) - Miguel Espino (en) - Sergio The Latin Snake Mora - Tarick The Arabian Prince Salmaci (en) | East Coast Team - Ahmed Babyface Kaddour - Brent The Disciple Cooper (en) - Jeff The Hell Raza Fraza (en) - Jimmy Lange (en) - Jonathan Reid Dawg Reid - Juan El Gallo Negro de la Rosa (en) - Najai Nitro Turpin (en) - Peter The Pride of Providence Manfredo Jr. (en) |

Trois boxeurs font figure de favori : Peter Manfredo, déjà très bien classé dans sa catégorie, Ishe Smith et Ahmed Khaddour, un champion amateur invaincu en Europe. D'autres semblent bien placés comme Sergio Mora, Brinkley et d'autres sous-estimés comme Alfonso Gómez ou Joey Gilbert.
Ils vivent tous ensemble à Pasadena en Californie dans le bâtiment royal historique de blanchisserie qui dispose d'une salle d'entrainement complète ainsi que des sparring-partners et des entraîneurs.

## Les combats
Les règles sont les mêmes qu'un combat professionnel sauf que celui-ci se déroule en 5 rounds au lieu de 10, et 7 à partir des demi-finales.
Les choix des combats sont déterminés par des jeux, l'équipe qui gagne le jeu choisit un boxeur et lui-même choisit un boxeur de l'équipe adverse.

## Déroulement du tournoi

### Tour préliminaire
1. Alfonso bat Peter aux points.
2. Jesse bat Jonathon aux points.
3. Ishe bat Ahmed aux points.
4. Sergio bat Najai aux points
5. Peter bat Miguel aux points.
6. Anthony bat Brent par ko
7. Juan bat Tarick aux points.
8. Joey bat Jimmy aux points.

### Quart de Finale
Pour les quarts de finale, le boxeur qui gagne le jeu choisit les boxeurs qui s'affronteront.
1. Sergio bat Ishe aux points.
2. Alfonso bat Ahmed aux points.
3. Peter bat aux points Joey.
4. Jesse bat Anthony par KO.

### Demi-finale
1. Peter bat Alfonso aux points.
2. Sergio bat Jesse aux points.

### Finale
Finalement, Sergio Mora remporte la finale au Caesars Palace contre Peter Manfredo et donc 1 million de dollar.

## Scandale et tragédie
- Le 14 février 2005, un des 16 boxeurs, Najai Turpin, découragé par des problèmes personnels, se suicide en se tirant une balle dans la tête dans une voiture garée sur le parking du gymnase de Philadelphie où il s'entraine[1],[2]. Pour sa mémoire, les producteurs ont inscrit un message à la fin de l'épisode où il combat contre Sergio Mora: pour sa fille Anyae. Ce boxeur avait un comportement étrange et était d'ailleurs le sujet de moqueries parce qu'il dormait dans un placard.

- L'autre chose notable de cette première saison est dès le départ la rivalité entre Ishe Smith et Ahmed Khaddour[3].

## Personnages célèbres
Plusieurs vedettes ont été vues dans l'émission :
- Cedric Ceballos
- Tony Danza
- Angelo Dundee
- Matt Stone et Trey Parker
- George Foreman
- Mel Gibson
- Ja Rule
- Dr Drew
- Jay Leno
- Chuck Norris
- Burt Reynolds
- William Shatner
- Meg Ryan et Omar Epps
- Bill Goldberg
- Lewis White (en)
- Tom Bei
- Mr. Met
- Mr. T
- Danny Green
- Vic Darchinyan
- Jason Sehorn
- Vin Diesel